# Belgische kampioenschappen atletiek 1934
In 1934 vonden de Belgische kampioenschappen atletiek Alle Categorieën voor mannen plaats op 8 juli in het Oscar Bossaertstadion te Sint-Jans-Molenbeek en op 15 juli in Schaarbeek. Het verspringen werd op 1 juli in Schaarbeek gehouden en de 3000 m steeple werd op 26 augustus in Luik verwerkt. Op de tweede dag van de kampioenschappen verbeterde Auguste Vos na de wedstrijd het Belgisch record discuswerpen naar 42,47 m.
De kampioenschappen voor vrouwen werden op 15 juli gehouden in Schaarbeek. De 80 m horden werd op 15 augustus gehouden tijdens de internationale meeting van CAF Schaarbeek. 

## Uitslagen

### 100 m
| rang   | atleet            | prestatie |
| ------ | ----------------- | --------- |
| Goud   | Dieudonné Guthy   | 10,9 s    |
| Zilver | Ludo Keersmaecker | op 1 m    |
| Brons  | Jean Pouille      |           |

| rang   | atlete          | prestatie |
| ------ | --------------- | --------- |
| Goud   | Juliette Segers | 13,9 s    |
| Zilver | Mimi Simon      | op 0,5 m  |
| Brons  | Louise Gallet   |           |

### 200 m
| rang   | atleet          | prestatie |
| ------ | --------------- | --------- |
| Goud   | Dieudonné Guthy | 22,5 s    |
| Zilver | Robert Brouwer  |           |
| Brons  | De Schuytener   |           |

| rang   | atlete          | prestatie   |
| ------ | --------------- | ----------- |
| Goud   | Mimi Simon      | 27,6 s (NR) |
| Zilver | Juliette Segers | op 0,1 m    |
| Brons  | Louise Gallet   |             |

### 400 m
| rang   | atleet            | prestatie |
| ------ | ----------------- | --------- |
| Goud   | Louis Van Hoof    | 51,8 s    |
| Zilver | Edouard Delflasse | op 4 m    |
| Brons  | Lionel François   |           |

### 800 m
| rang   | atleet              | prestatie |
| ------ | ------------------- | --------- |
| Goud   | René Geeraert       | 1.58,4    |
| Zilver | Philippe Coenjaerts |           |
| Brons  | Fernand Watticart   |           |

| rang   | atlete              | prestatie |
| ------ | ------------------- | --------- |
| Goud   | Jeanne Soffriau     | 2.33,0    |
| Zilver | Jeanne van Kesteren | op 10 m   |
| Brons  | Julia Vandevelde    |           |

### 1500 m
| rang   | atleet           | prestatie |
| ------ | ---------------- | --------- |
| Goud   | Louis Vanpeborgh | 4.06,8    |
| Zilver | Cyrille De Vuyst | op 10 m   |
| Brons  | Pierre Bajart    |           |

### 5000 m
| rang   | atleet              | prestatie |
| ------ | ------------------- | --------- |
| Goud   | Maurice Maréchal    | 15.19,0   |
| Zilver | Oscar Van Rumst     | op 80 m   |
| Brons  | Frans Van der Steen |           |

### 10.000 m
| rang   | atleet              | prestatie |
| ------ | ------------------- | --------- |
| Goud   | Frans Van der Steen | 32.31,2   |
| Zilver | René Van Broeck     | op 300 m  |
| Brons  | Felix Meskens       | op 160 m  |

### 110 m horden/80 m horden
| rang   | atleet        | prestatie |
| ------ | ------------- | --------- |
| Goud   | Émile Binet   | 16,2 s    |
| Zilver | Jef Lekens    |           |
| Brons  | Jules Bosmans |           |

| rang   | atlete            | prestatie |
| ------ | ----------------- | --------- |
| Goud   | Catherine Stevens | 14,8 s    |
| Zilver | Lucie Petit       |           |
| Brons  | Reinette Gerlache |           |

### 200 m horden
| rang   | atleet      | prestatie |
| ------ | ----------- | --------- |
| Goud   | Jef Lekens  | 27,0 s    |
| Zilver | Ignace Russ |           |
| Brons  | Pinon       |           |

### 400 m horden
| rang   | atleet      | prestatie |
| ------ | ----------- | --------- |
| Goud   | Ignace Russ | 57,1 s    |
| Zilver | Émile Binet | op 3m     |
| Brons  | Wullaert    |           |

### 3000 m steeple
| rang   | atleet          | prestatie |
| ------ | --------------- | --------- |
| Goud   | Oscar Van Rumst | 10.23,2   |
| Zilver | E. Wouters      |           |
| Brons  | René Vincent    |           |

### Verspringen
| rang   | atleet          | prestatie |
| ------ | --------------- | --------- |
| Goud   | Émile Binet     | 6,835 m   |
| Zilver | Robert De Wilde | 6,795 m   |
| Brons  | Eddy Burg       | 6,35 m    |

| rang   | atlete            | prestatie |
| ------ | ----------------- | --------- |
| Goud   | Catherine Stevens | 4,70 m    |
| Zilver | Julia Vandevelde  | 4,39 m    |
| Brons  | Nelly Raeser      | 4,18 m    |

### Hoogspringen
| rang   | atleet            | prestatie |
| ------ | ----------------- | --------- |
| Goud   | Pierre de Flotow  | 1,75 m    |
| Zilver | François Chartier | 1,70 m    |
| Brons  | Eugene Lecocq     | 1,70 m    |

| rang   | atlete                | prestatie |
| ------ | --------------------- | --------- |
| Goud   | Germaine Verschueren  | 1,36 m    |
| Zilver | Jeanne Meersman       | 1,35 m    |
| Brons  | Lucie Petit Schwerner | 1,25 m    |

### Polsstokhoogspringen
| rang   | atleet                     | prestatie |
| ------ | -------------------------- | --------- |
| Goud   | Pierre Leemans             | 3,50 m    |
| Zilver | Maurice Boulanger          | 3,40 m    |
| Brons  | Gérard Noël Gaston Etienne | 3,30 m    |

### Kogelstoten
| rang   | atleet            | prestatie |
| ------ | ----------------- | --------- |
| Goud   | René Vande Voorde | 13,28 m   |
| Zilver | Auguste Vos       | 13,13 m   |
| Brons  | Louis Limpens     | 11,86 m   |

| rang   | atlete          | prestatie |
| ------ | --------------- | --------- |
| Goud   | Lucie Petit     | 8,93 m    |
| Zilver | Anna Van Rossum | 8,20 m    |
| Brons  | José Paques     | 7,90 m    |

### Discuswerpen
| rang   | atleet            | prestatie |
| ------ | ----------------- | --------- |
| Goud   | Auguste Vos       | 41,79 m   |
| Zilver | Jaak Prion        | 36,74 m   |
| Brons  | René Vande Voorde | 36,49 m   |

| rang   | atlete         | prestatie |
| ------ | -------------- | --------- |
| Goud   | Jenny Toitgans | 30,10 m   |
| Zilver | José Paques    | 27,26 m   |
| Brons  | Lucie Petit    | 26,91 m   |

### Speerwerpen
| rang   | atleet          | prestatie |
| ------ | --------------- | --------- |
| Goud   | Gaston Etienne  | 57,40 m   |
| Zilver | Jules Herremans | 53,93 m   |
| Brons  | Emile Ninnin    | 51,55 m   |

| rang   | atlete              | prestatie    |
| ------ | ------------------- | ------------ |
| Goud   | Jeanne van Kesteren | 33,63 m (NR) |
| Zilver | Jenny Toitgans      | 23,39 m      |
| Brons  | Reinette Gerlache   | 21,73 m      |

1889 · 
1890 · 
1891 · 
1892 · 
1893 · 
1894 · 
1895 · 
1896 · 
1897 · 
1898 · 
1899 · 
1900 · 
1901 · 
1902 · 
1903 · 
1904 · 
1905 · 
1906 ·
1907 ·
1908 · 
1909 · 
1910 · 
1911 · 
1912 · 
1913 · 
1914 · 
1919 · 
1920 · 
1921 · 
1922 · 
1923 · 
1924 · 
1925 · 
1926 · 
1927 · 
1928 · 
1929 · 
1930 · 
1931 · 
1932 · 
1933 · 
1934 · 
1935 · 
1936 · 
1937 · 
1938 · 
1939 · 
1940 · 
1941 · 
1942 · 
1943 · 
1944 · 
1945 · 
1946 · 
1947 · 
1948 · 
1949 · 
1950 · 
1951 · 
1952 · 
1953 · 
1954 · 
1955 · 
1956 · 
1957 · 
1958 · 
1959 · 
1960 · 
1961 · 
1962 · 
1963 · 
1964 · 
1965 · 
1966 · 
1967 · 
1968 · 
1969 · 
1970 · 
1971 · 
1972 · 
1973 · 
1974 · 
1975 · 
1976 · 
1977 · 
1978 · 
1979 · 
1980 · 
1981 · 
1982 · 
1983 · 
1984 · 
1985 · 
1986 · 
1987 · 
1988 · 
1989 · 
1990 · 
1991 · 
1992 · 
1993 · 
1994 ·
1995 · 
1996 · 
1997 · 
1998 · 
1999 · 
2000 · 
2001 · 
2002 · 
2003 · 
2004 · 
2005 · 
2006 · 
2007 · 
2008 · 
2009 · 
2010 · 
2011 · 
2012 · 
2013 · 
2014 · 
2015 · 
2016 · 
2017 · 
2018 · 
2019 · 
2020 · 
2021 · 
2022 · 
2023 · 
2024